# گلگشت کالونی
گلگشت کالونی (به انگلیسی: Gulgasht Colony) یک منطقهٔ مسکونی در پاکستان است که در پنجاب واقع شده‌است.